# ラブミーチャン
ラブミーチャンは日本の競走馬・繁殖牝馬。おもな勝ち鞍は2009年の全日本2歳優駿（JpnI）、兵庫ジュニアグランプリ（JpnII）、2012年の東京盃（JpnII）。名前の由来は愛+人の愛称。Dr.コパの所有馬として知られる。栗毛のシンデレラと呼ばれた。

## 経歴
2008年8月20日の北海道サマーセールサラブレッド1歳の部でDr.コパこと小林祥晃に315万円で落札された。

### 2歳
当初は中央競馬でデビューする予定であり、栗東トレーニングセンターの須貝尚介厩舎所属でコパノハニーとして登録された。しかし腰が甘くゆったりとした調整を行うため、2009年7月15日に未出走のまま競走馬登録を抹消し笠松競馬場の柳江仁厩舎に移籍した。その際に「自分を好きになって、自信を持とうよ」と再スタートの成功を願ってラブミーチャンに改名した。なお、最後にチャンを付けたのは、馬主仲間であった戸佐眞弓が所有していたアストンマーチャンにあこがれたためである。
デビュー戦は10月7日の笠松競馬場のダート800メートルで行われたJRA認定競走の新馬戦で、濱口楠彦が騎乗し2着馬以下を4馬身離して勝利した。2戦目の重賞ジュニアクラウンも2着馬に0秒7差を付けて勝利すると、3戦目は京都競馬場の特別指定競走の2歳500万円以下に出走し、2着のサリエルに1馬身4分の1の差をつけ逃げ切り1分11秒0のコースレコード（当時）で優勝した。4戦目の11月23日に行われた兵庫ジュニアグランプリもスタートから先頭に立つとそのままアースサウンドを4分の3馬身差抑えて逃げ切り4連勝を達成、地方競馬所属馬としては4年ぶり2度目となる同レース優勝を果たす。12月16日、優先出走権を行使して出走した全日本2歳優駿では北海道2歳優駿を圧勝したビッグバンに次ぐ単勝2番人気に支持された。レース前にはパニック状態に陥り返し馬もできずにゲート裏で待機する状態だったが、ここでもスタートから先頭に立ち最後の直線でもさらに2番手以降を突き放して、唯一追い込んできたブンブイチドウに1馬身2分の1差をつけて1分40秒0のレースレコードでJpnI勝利を挙げた。同レースの牝馬の優勝は2005年のグレイスティアラ以来、地方競馬所属の牝馬に限ると1986年のダイカツラモーヌ以来23年ぶり6頭目、南関東所属以外の牝馬の優勝は初となった。
馬主の「Dr.コパ」こと小林祥晃は「中央には移籍せず桜花賞かドバイを目指す」とコメントしている。
2010年1月7日、2歳時の実績が評価され、満票で2歳馬としては史上初となるNARグランプリ年度代表馬に選出された。

### 3歳
明け3歳になり、初戦は2010年2月12日の第34回ゴールドジュニアに出走。2009年10月以来となる地元笠松でのレースとなった。レースでは逃げて直線楽な手ごたえでメモリーキャップ以下に2馬身差をつけて優勝。単勝オッズ1.0倍の圧倒的1番人気に応えて6連勝を果たす。その後桜花賞トライアル・フィリーズレビューに出走するが、初の芝に苦戦し、12着と大敗を喫した。
その後はふたたびダート路線に戻り、3月24日に浦和競馬場で行われる桜花賞に出走予定だったが疾病により出走取消となった。このため、4月14日に船橋競馬場で行われるマリーンカップに目標を切り替えたが、このレースも回避。
門別競馬場に滞在して5月20日のエトワール賞と6月17日の北海道スプリントカップに出走し、その結果次第で7月4日に函館競馬場で行われる函館スプリントステークスで再度芝に挑戦するという北海道長期遠征のプランが発表された。エトワール賞ではホッカイドウ競馬の五十嵐冬樹が騎乗。圧倒的1番人気に支持され、アンペアの追撃をアタマ差振り切り制した。続く北海道スプリントカップでは先手を奪って逃げるも最後の直線でミリオンディスク、ガブリンにかわされ3着に敗れた。2度目の芝挑戦となった函館スプリントステークスでは先団追走も第4コーナーで後退してしまい最下位に敗れた。
その後11月26日の笠松グランプリでは4着、12月28日の兵庫ゴールドトロフィーでは3着と逃げ粘った。

### 4歳
明け4歳初戦は2011年5月3日のかきつばた記念に出走した。好スタートから逃げ、最後の直線でセイクリムズンにかわされたが3着に粘った。6月1日のさきたま杯では2番手に付けたが直線で一杯になり6着だった。6月24日の地方競馬スーパースプリントシリーズ・名古屋でら馬スプリントに出走し、元中央競馬所属馬のニシノコンサフォス、地元実力馬のキングスゾーンらを抑え、46秒4のタイムでレコード勝ちした。続く習志野きらっとスプリントでもジーエスライカーを1馬身半抑えて優勝、地方競馬スーパースプリントシリーズの初代チャンピオンとなった。クラスターカップでは内枠を利して逃げたがドスライスの3着。9月28日の東京盃では2番手追走から直線で早めに抜け出すも最内から追い上げてきたスーニに交わされ2着。11月3日のJBCスプリントでは2番手追走から直線で早めに抜け出しダッシャーゴーゴー、セイクリムズンとの争いになったがスーニに交わされて4着に敗れた。12月5日のオッズパークグランプリでは1番人気に応えて勝利。12月28日の兵庫ゴールドトロフィーでは真ん中から積極的に逃げたが直線で一杯になり8着に敗れた。

### 5歳
明け5歳初戦は2012年5月4日のかきつばた記念に出走した。3番手につけ、3コーナーでまくりをかけると直線でセイクリムズンとのデッドヒートになったがゴール手前でダイショウジェットに交わされ3着。6月の名古屋でら馬スプリントでは1番人気に応え2着に3馬身差を付け連覇を果たし、続く7月の習志野きらっとスプリントも1着して連覇となった。8月のサマーチャンピオンではテイクアベットの2着だった。しかし、10月3日の東京盃では好位から直線で先頭に立ち、タイセイレジェンドに1馬身半の差を付け優勝。2年10か月ぶりにダートグレード競走において勝利を挙げた。
習志野きらっとスプリント連覇と東京盃の勝利が評価され、2013年1月15日2歳時以来3年ぶりにNARグランプリ年度代表馬に選出された。

### 6歳
2013年は地元笠松で開催されたオッズパークグランプリから始動。JRAの福永祐一が騎乗し、連覇を達成した。続く黒船賞は6着。東京スプリントではセイクリムズンを半馬身抑えて優勝、ダートグレード競走4勝目を挙げた。6月の名古屋でら馬スプリントでは鞍上が主戦の濱口楠彦に戻り、単勝1.0倍の圧倒的人気に応え3連覇を達成。続く習志野きらっとスプリントでは船橋の森泰斗に乗り替わり、単勝1番人気に応え、2着のディープハントに5馬身差をつける圧勝で同競走創設以来の3連覇を達成した。さらにクラスターカップでは直線で抜け出すと後続を振り切り優勝、自身4連勝となった。これにより重賞16勝、うちダートグレード競走5勝とした。
10月30日、JBCスプリントに出走を予定していたが調教中に骨折（右前内側種子骨）し現役引退することが決まった。
なお、直後の11月6日に濱口が心筋梗塞のため死去している。

### 引退・引退後
2014年2月28日に笠松競馬場で引退セレモニーが行われた。引退要因の右前脚の状態を考慮し、ラブミーチャン自身の競馬場来場は見送られ、レースVTRや近況が放映された。引退後は繁殖牝馬となり、静内（新ひだか町）の谷岡牧場へ移っている。2024年8月31日、谷岡牧場で死亡したことがオーナーの小林のXによって伝えられた。17歳没。
功績を称え、2014年から笠松競馬場のプリンセス特別 (11月に行われる、1600mの2歳牝馬限定競走) が「ラブミーチャン記念」に改称された。

## 競走成績
| 年月日 | 年月日 | 年月日 | 競馬場 | 競走名                   | 格     | 頭 数 | 枠 番 | 馬 番 | オッズ （人気） | 着順 | 騎手       | 斤量 | 距離（馬場）  | タイム （上3F）  | タイム 差 | 勝ち馬/（2着馬）       |
| 2009.  | 10.    | 7      | 笠松   | JRA認定新馬              |        | 7     | 6     | 6     | 1.3（1人）      | 1着  | 濱口楠彦   | 54   | ダ0800m（重） | 0:48.1（-）      | -0.8      | （ワイドサンデー）     |
|        | 10.    | 30     | 笠松   | ジュニアクラウン         | SPII   | 10    | 3     | 3     | 2.2（1人）      | 1着  | 濱口楠彦   | 54   | ダ1400m（良） | 1:29.6（-）      | -0.7      | （ヨザクラチグサ）     |
|        | 11.    | 14     | 京都   | 2歳500万下               |        | 12    | 1     | 1     | 8.2（4人）      | 1着  | 濱口楠彦   | 54   | ダ1200m（重） | R 1:11.0（37.1） | -0.2      | （サリエル）           |
|        | 11.    | 23     | 園田   | 兵庫ジュニアグランプリ   | JpnII  | 12    | 5     | 5     | 4.4（2人）      | 1着  | 濱口楠彦   | 53   | ダ1400m（重） | 1:27.5（37.8）   | -0.2      | （アースサウンド）     |
|        | 12.    | 16     | 川崎   | 全日本2歳優駿            | JpnI   | 14    | 7     | 12    | 4.7（2人）      | 1着  | 濱口楠彦   | 54   | ダ1600m（重） | 1:40.0（38.6）   | -0.3      | （ブンブイチドウ）     |
| 2010   | 2.     | 12     | 笠松   | ゴールドジュニア         | SPIII  | 10    | 8     | 9     | 1.0（1人）      | 1着  | 濱口楠彦   | 54   | ダ1600m（重） | 1:42.6（-）      | -0.4      | （メモリーキャップ）   |
|        | 3.     | 14     | 阪神   | フィリーズレビュー       | GII    | 16    | 7     | 14    | 4.2（2人）      | 12着 | 濱口楠彦   | 54   | 芝1400m（良） | 1:24.1（37.0）   | 1.3       | サウンドバリアー       |
|        | 3.     | 24     | 浦和   | 桜花賞                   | SI     | 11    | 6     | 6     |                 | 取消 | 濱口楠彦   | 54   | ダ1600m（重） | 出走取消         |           | ショウリダバンザイ     |
|        | 5.     | 20     | 門別   | エトワール賞             | H3     | 12    | 5     | 5     | 1.3（1人）      | 1着  | 五十嵐冬樹 | 53   | ダ1200m（不） | 1:11.7（38.0）   | 0.0       | （アンペア）           |
|        | 6.     | 17     | 門別   | 北海道スプリントC        | JpnIII | 14    | 3     | 3     | 2.5（2人）      | 3着  | 五十嵐冬樹 | 51   | ダ1200m（稍） | 1:10.7（36.6）   | 1.1       | ミリオンディスク       |
|        | 7.     | 4      | 函館   | 函館スプリントS          | GIII   | 15    | 4     | 7     | 16.7（7人）     | 15着 | 濱口楠彦   | 51   | 芝1200m（良） | 1:11.5（38.1）   | 2.9       | ワンカラット           |
|        | 11.    | 26     | 笠松   | 笠松グランプリ           | SPI    | 10    | 7     | 8     | 3.8（2人）      | 4着  | 濱口楠彦   | 54   | ダ1400m（良） | 1:26.4（37.0）   | 0.9       | マルヨフェニックス     |
|        | 12.    | 28     | 園田   | 兵庫ゴールドT            | JpnIII | 12    | 2     | 2     | 4.5（3人）      | 3着  | 濱口楠彦   | 53   | ダ1400m（良） | 1:27.6（39.1）   | 0.7       | トーセンブライト       |
| 2011   | 5.     | 3      | 名古屋 | かきつばた記念           | JpnIII | 12    | 4     | 4     | 19.5（4人）     | 3着  | 濱口楠彦   | 52   | ダ1400m（稍） | 1:26.3（37.0）   | 0.4       | セイクリムズン         |
|        | 6.     | 1      | 浦和   | さきたま杯               | JpnIII | 12    | 6     | 8     | 12.0（5人）     | 6着  | 濱口楠彦   | 54   | ダ1400m（良） | 1:27.3（38.8）   | 1.3       | ナイキマドリード       |
|        | 6.     | 24     | 名古屋 | 名古屋でら馬スプリント   | SPI    | 10    | 2     | 2     | 2.4（2人）      | 1着  | 濱口楠彦   | 55   | ダ800m（良）  | R 0:46.4（33.7） | -0.9      | （ニシノコンサフォス） |
|        | 7.     | 21     | 船橋   | 習志野きらっとスプリント | SIII   | 14    | 7     | 11    | 3.5（2人）      | 1着  | 濱口楠彦   | 56   | ダ1000m（重） | 0:58.4（35.7）   | -0.3      | （ジーエスライカー）   |
|        | 8.     | 15     | 盛岡   | クラスターカップ         | JpnIII | 14    | 3     | 3     | 2.2（2人）      | 3着  | 濱口楠彦   | 52   | ダ1200m（良） | 1:11.7（37.7）   | 1.3       | ドスライス             |
|        | 9.     | 28     | 大井   | 東京盃                   | JpnII  | 15    | 6     | 10    | 31.3（8人）     | 2着  | 濱口楠彦   | 54   | ダ1200m（良） | 1:11.1（36.8）   | 0.2       | スーニ                 |
|        | 11.    | 3      | 大井   | JBCスプリント            | JpnI   | 15    | 4     | 6     | 15.4（6人）     | 4着  | 濱口楠彦   | 55   | ダ1200m（良） | 1:10.3（36.6）   | 0.2       | スーニ                 |
|        | 12.    | 5      | 佐賀   | オッズパークグランプリ   | 重賞   | 10    | 6     | 6     | 1.2（1人）      | 1着  | 濱口楠彦   | 54   | ダ1400m（稍） | 1:26.6（36.6）   | -0.5      | （スマートブレード）   |
|        | 12.    | 28     | 園田   | 兵庫ゴールドT            | JpnIII | 11    | 7     | 9     | 6.7（4人）      | 8着  | 濱口楠彦   | 55   | ダ1400m（良） | 1:29.0（39.7）   | 1.7       | スーニ                 |
| 2012   | 5.     | 4      | 名古屋 | かきつばた記念           | JpnIII | 12    | 8     | 12    | 6.2（3人）      | 3着  | 濱口楠彦   | 52   | ダ1400m（良） | 1:26.8（38.5）   | 0.7       | セイクリムズン         |
|        | 6.     | 22     | 名古屋 | 名古屋でら馬スプリント   | SPI    | 10    | 4     | 4     | 1.1（1人）      | 1着  | 濱口楠彦   | 55   | ダ800m（重）  | 0:47.7（34.5）   | -0.7      | （ニシノコンサフォス） |
|        | 7.     | 20     | 船橋   | 習志野きらっとスプリント | SIII   | 12    | 5     | 5     | 1.4（1人）      | 1着  | 濱口楠彦   | 56   | ダ1000m（良） | 0:58.2（35.5）   | -0.1      | （ジーエスライカー）   |
|        | 8.     | 15     | 佐賀   | サマーチャンピオン       | JpnIII | 11    | 8     | 11    | 5.9（4人）      | 2着  | 濱口楠彦   | 55   | ダ1400m（稍） | 1:25.8（38.1）   | 0.8       | テイクアベット         |
|        | 10.    | 3      | 大井   | 東京盃                   | JpnII  | 16    | 8     | 15    | 18.4（6人）     | 1着  | 濱口楠彦   | 54   | ダ1200m（稍） | 1:11.2（36.8）   | -0.3      | （タイセイレジェンド） |
|        | 11.    | 5      | 川崎   | JBCスプリント            | JpnI   | 11    | 7     | 9     | 5.2（3人）      | 9着  | 濱口楠彦   | 55   | ダ1400m（良） | 1:28.9（40.7）   | 2.3       | タイセイレジェンド     |
|        | 11.    | 22     | 笠松   | 笠松グランプリ           | SPI    | 10    | 2     | 2     | 1.3（1人）      | 2着  | 濱口楠彦   | 55   | ダ1400m（良） | 1:24.8（36.5）   | 0.2       | エーシンクールディ     |
| 2013   | 2.     | 28     | 笠松   | オッズパークグランプリ   | 重賞   | 10    | 5     | 5     | 1.5（1人）      | 1着  | 福永祐一   | 54   | ダ1400m（良） | 1:24.5（36.7）   | -0.2      | （ナイキマドリード）   |
|        | 3.     | 19     | 高知   | 黒船賞                   | JpnIII | 12    | 6     | 7     | 5.6（3人）      | 6着  | 福永祐一   | 56   | ダ1400m（不） | 1:28.4（39.6）   | 1.1       | セイクリムズン         |
|        | 4.     | 10     | 大井   | 東京スプリント           | JpnIII | 16    | 7     | 14    | 6.9（3人）      | 1着  | 戸崎圭太   | 55   | ダ1200m（良） | 1:11.7（36.8）   | -0.1      | （セイクリムズン）     |
|        | 6.     | 21     | 名古屋 | 名古屋でら馬スプリント   | SPI    | 7     | 7     | 7     | 1.0（1人）      | 1着  | 濱口楠彦   | 55   | ダ800m（不）  | 0:46.8（33.9）   | -0.6      | （マコトカリバーン）   |
|        | 7.     | 15     | 船橋   | 習志野きらっとスプリント | SIII   | 10    | 6     | 6     | 1.1（1人）      | 1着  | 森泰斗     | 56   | ダ1000m（良） | 0:58.3（35.5）   | -1.0      | （ディープハント）     |
|        | 8.     | 14     | 盛岡   | クラスターカップ         | JpnIII | 14    | 8     | 13    | 2.3（1人）      | 1着  | 戸崎圭太   | 55   | ダ1200m（良） | 1:09.5（34.8）   | -0.2      | （タイセイレジェンド） |

- タイム欄のRはレコード勝ちを示す。

## 表彰
NARグランプリ
- 2009年 - 年度代表馬、2歳最優秀馬、最優秀牝馬
- 2011年 - 4歳以上最優秀牝馬
- 2012年 - 年度代表馬、4歳以上最優秀牝馬、最優秀短距離馬
- 2013年 - 4歳以上最優秀牝馬、最優秀短距離馬
- 2024年 - 特別表彰馬

## 繁殖成績
| 生年   | 馬名               | 性 | 毛色   | 父馬               | 馬主     | 厩舎 | 戦績            | 供用     |
| ------ | ------------------ | -- | ------ | ------------------ | -------- | --- | --------------- | -------- |
| 2015年 | ラブミーボーイ     | 牡 | 栗毛   | ゴールドアリュール | 小林祥晃 | 栗東・村山明 →笠松・後藤正義 →船橋・川島正一 →美浦・和田勇介 →北海道・田中淳司 →水沢・板垣吉則 →園田・飯田良弘 →園田・西村守幸 | 29戦7勝（引退） |          |
| 2016年 | ラブミージュニア   | 牡 | 栗毛   | ゴールドアリュール | 小林祥晃 | 北海道・角川秀樹 →小林・荒山勝徳 →川崎・高月賢一                                                                               | 24戦8勝（引退） |          |
| 2017年 | ラブミーレディー   | 牝 | 黒鹿毛 | コパノリチャード   | 小林祥晃 | 栗東・宮徹 →船橋・川島正一 | 5戦1勝（引退）  | 繁殖牝馬 |
| 2019年 | リッキーボーイ     | 牡 | 栗毛   | コパノリッキー     | 小林祥晃 | 小林・堀千亜樹 | 不出走（引退）  | 種牡馬   |
| 2021年 | リッキーアンドミー | 牝 | 栗毛   | コパノリッキー     | 小林祥晃 | 栗東・村山明 | 不出走（引退）  |          |

- 出典：繁殖牝馬情報：牝系情報｜ラブミーチャン｜JBISサーチ（JBIS-Search）

## 血統表
| ラブミーチャンの血統                          | ラブミーチャンの血統                                                              | ラブミーチャンの血統                                                              | （血統表の出典）                                                                  | （血統表の出典）    |
| 父系                                          | フォーティナイナー系                                                              | フォーティナイナー系                                                              | フォーティナイナー系                                                              | [ § 2 ]             |
| 父 *サウスヴィグラス 1996 栗毛 アメリカ合衆国 | 父の父*エンドスウィープ 1991 鹿毛                                                 | *フォーティナイナー                                                               | Mr. Prospector                                                                    | Mr. Prospector      |
| 父 *サウスヴィグラス 1996 栗毛 アメリカ合衆国 | 父の父*エンドスウィープ 1991 鹿毛                                                 | *フォーティナイナー                                                               | File                                                                              |                     |
| 父 *サウスヴィグラス 1996 栗毛 アメリカ合衆国 | 父の父*エンドスウィープ 1991 鹿毛                                                 | Broom Dance                                                                       | Dance Spell                                                                       | Dance Spell         |
| 父 *サウスヴィグラス 1996 栗毛 アメリカ合衆国 | 父の父*エンドスウィープ 1991 鹿毛                                                 | Broom Dance                                                                       | Witching Hour                                                                     |                     |
| 父 *サウスヴィグラス 1996 栗毛 アメリカ合衆国 | 父の母*ダーケストスター 1989 黒鹿毛                                               | Star de Naskra                                                                    | Naskra                                                                            | Naskra              |
| 父 *サウスヴィグラス 1996 栗毛 アメリカ合衆国 | 父の母*ダーケストスター 1989 黒鹿毛                                               | Star de Naskra                                                                    | Candle Star                                                                       |                     |
| 父 *サウスヴィグラス 1996 栗毛 アメリカ合衆国 | 父の母*ダーケストスター 1989 黒鹿毛                                               | Minnie Riperton                                                                   | Cornish Prince                                                                    | Cornish Prince      |
| 父 *サウスヴィグラス 1996 栗毛 アメリカ合衆国 | 父の母*ダーケストスター 1989 黒鹿毛                                               | Minnie Riperton                                                                   | English Harbor                                                                    |                     |
| 母 ダッシングハニー 2002 栗毛 北海道静内町    | 母の父*アサティス 1985 鹿毛                                                       | Topsider                                                                          | Northern Dancer                                                                   | Northern Dancer     |
| 母 ダッシングハニー 2002 栗毛 北海道静内町    | 母の父*アサティス 1985 鹿毛                                                       | Topsider                                                                          | Drumtop                                                                           |                     |
| 母 ダッシングハニー 2002 栗毛 北海道静内町    | 母の父*アサティス 1985 鹿毛                                                       | Secret Asset                                                                      | Graustark                                                                         | Graustark           |
| 母 ダッシングハニー 2002 栗毛 北海道静内町    | 母の父*アサティス 1985 鹿毛                                                       | Secret Asset                                                                      | Numbered Account                                                                  |                     |
| 母 ダッシングハニー 2002 栗毛 北海道静内町    | 母の母ラストヒット 1993 栗毛                                                      | *スラヴィック                                                                     | Danzig                                                                            | Danzig              |
| 母 ダッシングハニー 2002 栗毛 北海道静内町    | 母の母ラストヒット 1993 栗毛                                                      | *スラヴィック                                                                     | Bamesian                                                                          |                     |
| 母 ダッシングハニー 2002 栗毛 北海道静内町    | 母の母ラストヒット 1993 栗毛                                                      | ゲートアンドフライ                                                                | *クラウンドプリンス                                                               | *クラウンドプリンス |
| 母 ダッシングハニー 2002 栗毛 北海道静内町    | 母の母ラストヒット 1993 栗毛                                                      | ゲートアンドフライ                                                                | ヤマノコトブキ                                                                    |                     |
| 母系(F-No.)                                   | (FN:5-g)                                                                          | (FN:5-g)                                                                          | (FN:5-g)                                                                          | [ § 3 ]             |
| 5代内の近親交配                               | Northern Dancer 5×4･5=12.5% Raise a Native 5×5=6.25% Buckpasser 5･5（母内）=6.25% | Northern Dancer 5×4･5=12.5% Raise a Native 5×5=6.25% Buckpasser 5･5（母内）=6.25% | Northern Dancer 5×4･5=12.5% Raise a Native 5×5=6.25% Buckpasser 5･5（母内）=6.25% | [ § 4 ]             |
| 出典                                          | 1. 2. 3. 4.                                                                       | 1. 2. 3. 4.                                                                       | 1. 2. 3. 4.                                                                       | 1. 2. 3. 4.         |

- 祖母ラストヒットは東北優駿、北日本オークス優勝馬。
- いとこに2017年NARグランプリ2歳最優秀牝馬のストロングハート、2025年プロキオンステークス勝ち馬のサンデーファンデー。